# Flashline Mars Arctic Research Station
El Flashline Mars Arctic Research Station (FMARS) es el primero de dos hábitats simulados de Marte (o Mars Analog Research Stations) establecidos y mantenidos por la Mars Society.

## Antecedentes

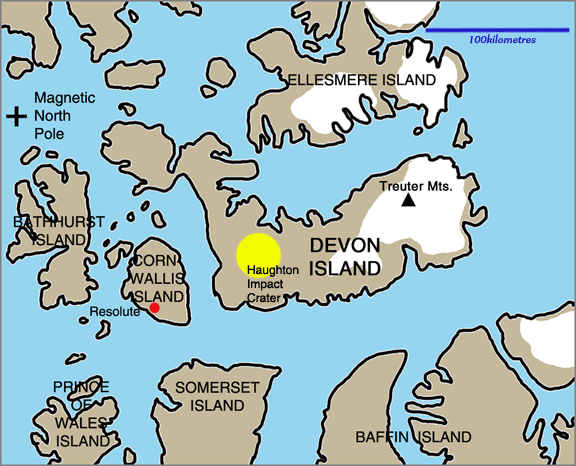
Isla de Devon y alrededores. Cráter Haughton

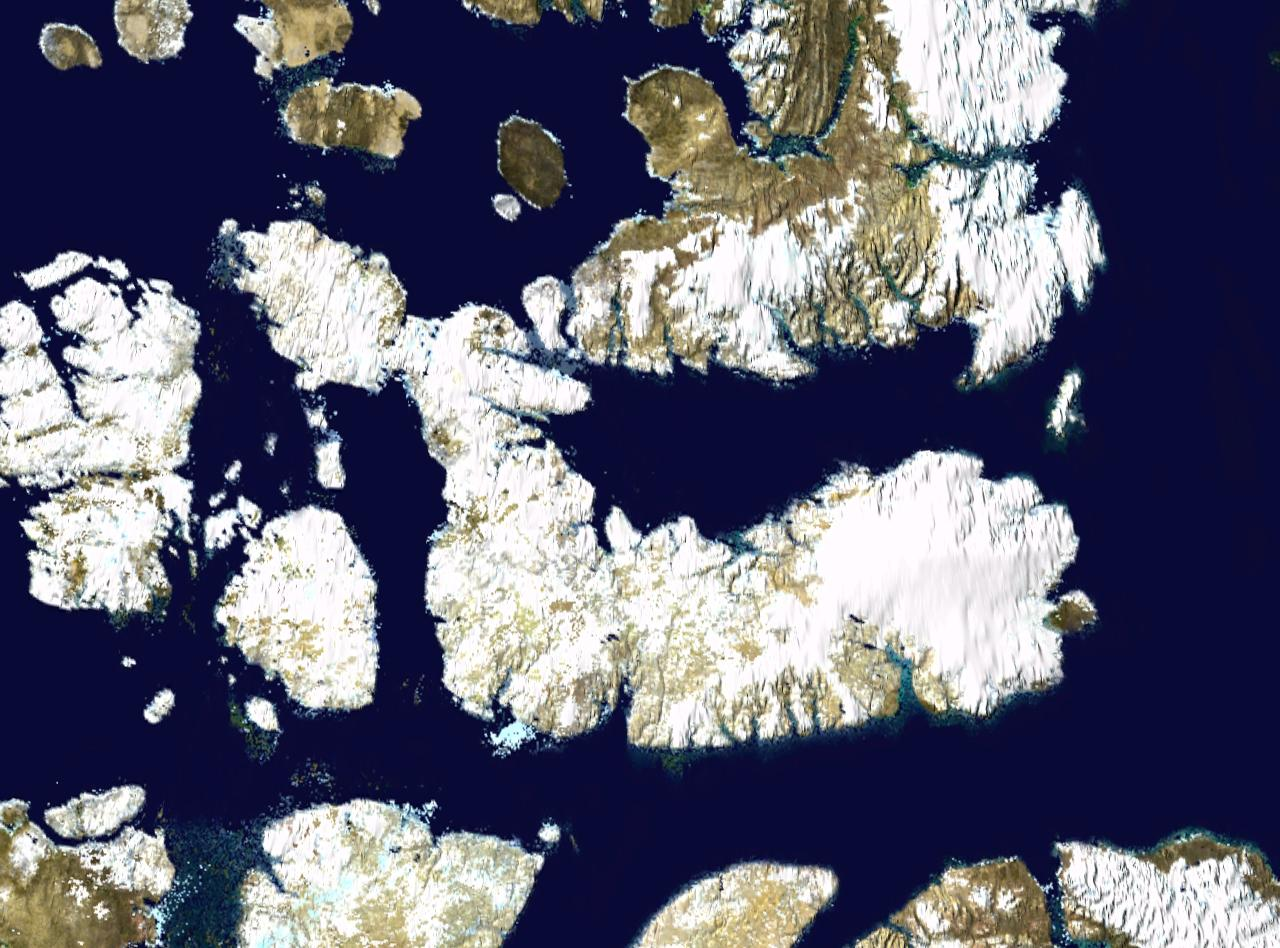
Vista de la isla de Devon

La estación está situada en la isla de Devon, que tiene un ambiente bastante similar al existente en Marte y un desierto polar, aproximadamente 165 kilómetros al noreste de la aldea de Resolute en Nunavut, Canadá. Situada en Haynes Ridge, con vistas al cráter de impacto Haughton, un cráter de 23 km (14 millas) de diámetro formado hace aproximadamente 39 millones de años (Eoceno tardío). Su localización es de aproximadamente 1.609 kilómetros del Polo Norte geográfico y aproximadamente 1.287 kilómetros del Polo Norte magnético.
FMARS es el primer modelo de estación de investigación construida, se terminó de construir en verano de 2000.
Dirigido desde la Mars Society, la misión de la estación es ayudar a conseguir el conocimiento clave necesario para prepararse para la exploración humana de Marte, así como animar al público para que vea que es factible la visión de la exploración humana de Marte. La Mars Society utiliza la estación para realizar exploraciones geológicas y biológicas bajo condiciones similares a las encontradas en Marte, para desarrollar tácticas de campo basadas en esas exploraciones, para probar características de diseño de hábitat, herramientas y tecnologías, y para evaluar los protocolos de selección de la tripulación.
El presupuesto final del proyecto fue de 1,3 millones de dólares, recaudado gracias a grandes empresas patrocinadoras. Flashline.com, una empresa de Internet, donó 175.000 dólares y se le concedió el derecho de colocar su nombre en el proyecto. Otros patrocinadores importantes son la Kirsch Foundation, la Foundation for the International Non-governmental Development of Space (FINDS) y el Discovery Channel (que compró los derechos exclusivos emisión por televisión en inglés de las actividades realizadas en la estación durante los dos primeros años).
El proyecto FMARS es una de las cuatro estaciones originalmente planeadas por la Mars Society como parte del Programa Mars Analog Research Station. La Mars Desert Research Station (MDRS) entró en funcionarmiento en el año 2002 en el sur de Utah. Las estaciones que se construirán en Europa (European Mars Analog Research Station / EuroMARS) y Australia (Australia Mars Analog Research Station / MARS-Oz) se encuentran en estudio todavía.

## Establecimiento de la estación
La idea de establecer una estación de investigación para la exploración de Marte con presencia humana en la Isla de Devon fue propuesta por primera vez por Pascal Lee en abril de 1998. La estación fue elegida de manera oficial como primer proyecto de la Mars Society en la Founding Convention en agosto de 1998.
Fue diseñada por el arquitecto Kurt Micheels y el ingeniero de diseño Wayne Cassalls en coordinación con Robert Zubrin y numerosos voluntarios de la Mars Society.
Compuesta de dos pisos y diez metros de diámetro todo dentro de hábitat cilíndrico. En la planta baja está el compartimento de salida, un vestíbulo donde prepararse para las excursiones, una zona de trabajo y un laboratorio donde trabajan un geólogo y un biólogo que forman parte del equipo. En la planta alta, se encuentran otros seis departamentos con sus camas, una zona común y una cocina.
Kurt Micheels y Robert Zubrin realizaron una expedición de exploración a la isla de Devon durante la temporada de campamento del Haughton Mars Project (HMP) de la NASA de 1999, con el fin de obtener la información necesaria para planificar las operaciones y determinar un sitio óptimo para la construcción de la estación. El lugar elegido fue una colina con vistas al cráter de Haughton, nombrado Haynes Ridge por Robert Zubrin en honor del fallecido profesor Robert Haynes de la Universidad de York, miembro fundador de la Mars Society y pensador seminal sobre cuestiones relativas a la terraformación de Marte. Después de esta expedición de exploración, Kurt Micheels fue nombrado jefe de proyecto de la estación.
La estación fue construida entre enero y junio del año 2000 por Infrastructures Composites International (Infracomp) bajo la dirección de John Kunz, utilizando como único material de construcción paneles de fibra de vidrio. La Mars Society aportó a Infracomp la mano de obra con equipos de Mesa Fiberglass, Pioneer Astronautics y Rocky Mountain Mars Society Chapter con el fin de cumplir la fecha prevista para su pleno funcionamiento. Los componentes de la estación se transportaron por camión a Moffett Field, California y cargados en tres aviones Lockheed C-130 Hercules pilotados por el U.S. Marine Corps 4th Air Delivery Battalion. El primer Lockheed C-130 Hercules partió desde el campo de Moffett Field hacia el ártico el 1 de julio de 2000.de 2000.
El 3 de julio de 2000 los tres Lockheed C-130 Hercules, Kurt Micheels, John Kunz y los obreros estaban en Resolute. Los obreros venían desde Twin Otters, llegando a la isla de Devon el 4 de julio. El 5 de julio, los Marines lanzaron cinco paracaídas con componentes para la estación. El 8 de julio aterrizó un sexto paradcaídas con éxito.
El séptimo y último paracaídas, lanzado el 8 de julio, no aterrizó correctamente al separarse de la carga útil a una altitud de 1000 pies. La carga útil contenía una grúa para ser utilizada durante la construcción de la estación, un remolque destinado a transportar las secciones de la estación desde sus lugares de aterrizaje hasta el sitio de construcción y los paneles de fibra de vidrio para la estructura. Todos quedó completamente destruido.
El 12 de julio, Kurt Micheels y los obreros dejaron la isla de Devon regresando a Resolute, incapaces de encontrar manera alguna para continuar con la construcción de la estación. Micheels renunció, el 15 de julio, como encargado de proyecto.
La Mars Society solicitó la ayuda de Aziz Kheraj, dueño de Resolute's South Camp Inn. Voló a la isla de Devon el 12 de julio y evaluó la situación. Concluyó con que él continuaría proporcionando el apoyo crítico, el equipo y los materiales que permitieran la construcción de la estación para proceder.
Frank Schubert, miembro de la Mars Society que era constructor de viviendas, fue enviado a Resolute siguiendo al primer equipo. Originalmente se pensó para que se ocupara del interior de las instalaciones, pero en su lugar desempeñó un papel fundamental en la construcción de la estructura y fue nombrado por Robert Zubrin director de proyecto de reemplazo. Pasó varios días desarrollando un nuevo plan de construcción y mantuvo una reunión con Zubrin en Resolute el 15 de julio. John Kunz también decidió quedarse para supervisar el trabajo. Zubrin y Schubert volaron a la isla de Devon después de la reunión el mismo día 15 de julio. John Kunz voló se unió a ellos el 16 de julio.
El 17 de julio llegó un paquete desde Resolute con material para construir un remolque de repuesto. Con la ayuda de voluntarios de HMP y miembros de un equipo de la televisión japonesa, seis segmentos de pared fueron transportados desde su lugar de aterrizaje dentro del cráter hasta el lugar de construcción.
El resto del material del hábitat fue transportado al lugar de construcción entre el 18 y el 19 de julio. Los voluntarios fueron ayudados por Joe Amarualuk y varios estudiantes de la escuela secundaria Inuit que también se ofrecieron para colaborar.
Matt Smola, capataz de la compañía de construcción de Frank Schubert en Denver, llegó a la isla de Devon el 20 de julio como ayudante en la construcción de la estación.
Las secciones de pared de la estación fueron levantadas verticalmente y conectadas entre sí los entre los días 20 y 22 de julio. Los pisos de la estación fueron hechos con madera y se montaron entre el 23 y el 24 de julio. El techo de la bóveda de la estación fue montado entre los días 24, hasta el 26 de julio. Con esto se completó la parte externa de la estación.
Las personas de HMP, el equipo Discovery Channel que filmaría los primeros días y un número de periodistas que cubrían la construcción, ayudaron a finalizar el interior de la estación, que sólo se había completado parcialmente. Los toques finales del interior de la construcción terminarían un año después.
Una bandera tricolor marciana roja, verde y azul fue levantada el día 28 de julio en todo lo alto de la estación.
La ceremonia de inauguración tuvo lugar el día 28 de julio a las 9PM . Todas las personas que había en la isla asistieron. Incluidos aproximadamente cincuenta científicos, Inuit y periodistas. Varios de los presentes dijeron unas palabras. Robert Zubrin hizo los últimos comentarios y dedicó la estación a aquellos cuya causa servirá en última instancia, un pueblo que todavía está por ser, los pioneros en Marte. La estación fue bautizada rompiendo una botella de espumoso vino canadiense contra ella.
| The first set of the station's wall panels are erected on July 20, 2000. | Volunteers use a scaffold to erect the walls of the station on July 21, 2000. | The station's roof dome arch is formed on July 25, 2000. | The completed exterior of the station on July 26, 2000. From left to right are Joe Amarualik, Joannie Pudluk, John Kunz, Frank Schubert, Matt Smola, Bob Nesson and Robert Zubrin. | Robert Zubrin gives a speech at the commissioning of the station on July 28, 2000. | 2000 FMARS Patch |

Un primer equipo, de modo simbólico, pasó la noche del 28 y durante el día 29 de julio en la estación. Estaba formado por Pascal Lee, Marc Boucher, Frank Schubert, Charles S. Cockell, Bob Nesson y Robert Zubrin.
Frank Schubert, Matt Smola y Robert Zubrin abandonaron la isla de Devon en la tarde del 29 de julio.
Un equipo de relevo se quedó en la estación durante cuatro días. Estaba comandado por Carol Stoker, e incluyó a Larry Lemke, Bill Clancey, Darlene Lim, Marc Boucher y Bob Nesson. El equipo utilizó un prototipo de traje espacial para Marte suministrado por Hamilton Sundstrand para llevar a cabo varios EVAs, se establecieron comunicaciones con el grupo de apoyo a la misión en Denver y se identificó una lista de elementos para corrección, instalación o mejora con el hábitat y sus sistemas. Este equipo dejó la isla de Devon el 4 de agosto.
Un informe mucho más detallado del establecimiento de la estación se puede encontrar en el libro "Mars On Earth: The Adventures of Space Pioneers in the High Arctic" por Robert Zubrin.

## Operaciones
La Mars Society envía a investigadores a vivir y trabajar en la estación asiduamente una vez al año durante el verano ártico. Cada una de estas expediciones está compuesta por una tripulación de entre 6 y 7 individuos. Por norma entre un mes o dos antes de partir para el Ártico canadiense, la tripulación tiene una reunión de contacto previo y una sesión de entrenamiento en Colorado. Partiendo para el ártico, la tripulación viaja por línea aérea comercial a Resolute. Allí pasan unos días recopilando suministros y equipación y realizando un entrenamiento final mientras esperan un tiempo beneficioso. A continuación, a bordo del avión Twin Otter inician la última etapa del viaje. Estos aviones aterrizan en una pista de aterrizaje de tierra que está situada en la isla de Devon cerca de la estación. El medio de transporte de la tripulación por la isla la componen vehículos quads (All-Terrain Vehicles - ATVs).
Durante el período de simulación de trabajo en Marte de cada expedición, se requiere que cualquier tarea fuera se haga utilizando un traje espacial simulado y que todas las comunicaciones se realicen por radio. Los trajes espaciales de los miembros de la tripulación realizan un simulacro de apertura/cierre de la compuerta cada vez que salen y entran en el hábitat. Las comunicaciones entre la estación y los investigadores que se encuentran fuera de la isla tienen un retardo de tiempo (normalmente 20 minutos) que imita a la transmisión de comunicación por radio real entre la Tierra y Marte. Un teléfono vía satélite se mantiene in situ para su uso en emergencias.
Debido a la escasa visibilidad de la tripulación mientras utilizan los trajes espaciales simulados, todo el trabajo fuera de la estación se realiza con un miembro de la tripulación "fuera del sim". Es responsabilidad de este miembro de la tripulación estar atento y proteger al equipo de los osos polares. Esta persona suele ir armada con una escopeta con Acción de bombeo cargada. La tripulación también lleva dispositivos de disuasión de osos, conocidos como bear bangers. Aún no se han topado con osos polares ninguna de las expediciones de FMARS, aunque se observan con regularidad signos de su presencia en la isla, y al menos un encuentro sí que se ha producido con los participantes en el HMP.
Los miembros del equipo también están obligados a redactar informes periódicos para documentar las investigaciones realizadas, asesorar sobre el estado de los sistemas de ingeniería y capturar detalles relacionados con otros aspectos de las operaciones. Normalmente resultan cuatro informes por expedición, el Informe del Comandante, un Informe Científico, un Informe de Ingeniería y un Informe Narrativo. La tripulación transmite estos informes a un equipo de Apoyo a la Misión (normalmente ubicado en Colorado).

## Cronología de las operaciones
En la primera expedición durante el verano de 2001, seis tripulaciones, formadas cada una de entre cinco a siete personas, en distintos espacios de tiempo, ocuparon la estación y comenzaron a trabajar. Desde 2002 hasta 2013, siete tripulaciones más ocuparon el puesto remoto.

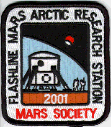
Crew 1–6 (2001) Insignia de la misión.

### 2001
Un equipo bien preparado fue enviado a la isla de Devon en abril de 2001 para comprobar el estado del habitáculo después del invierno y para terminar la construcción del interior. Estaba formado por Frank Schubert, Matt Smola, Len Smola, Greg Mungas, Pascal Lee y Joe Amarualik. El equipo pasó una semana trabajando dentro de la estación y preparándolo para el campamento de simulación de verano durante el año 2001.
FMARS Equipo 1, compuesto por seis miembros, ocupó la estación desde el 7 de julio de 2001 hasta la noche del 10 de julio de 2001.
FMARS Equipo 2, compuesto por seis miembros, ocupó la estación desde la tarde del 10 de julio de 2001 hasta la noche del 17 de julio de 2001.
FMARS Equipo 3, compuesto por siete miembros, ocupó la estación desde la tarde del 17 de julio de 2001 hasta la mañana del 28 de julio de 2001.
FMARS Equipo 4, compuesto por seis miembros, ocupó la estación durante cinco días.

### 2002
FMARS Equipo 7, compuesto por siete miembros, ocupó la estación del 9 de julio de 2002 al 26 de julio de 2002.
Además de llevar a cabo un programa sistemático de geología de campo y microbiología en condiciones simuladas de misión de Marte, la tripulación trabajó con éxito en conjunto con los investigadores en el Laboratorio de Propulsión a Chorro de la NASA para realizar tomas de muestras con el instrumento MISR que se encuentra a bordo del satélite Terra y estudiarlas.

### 2003

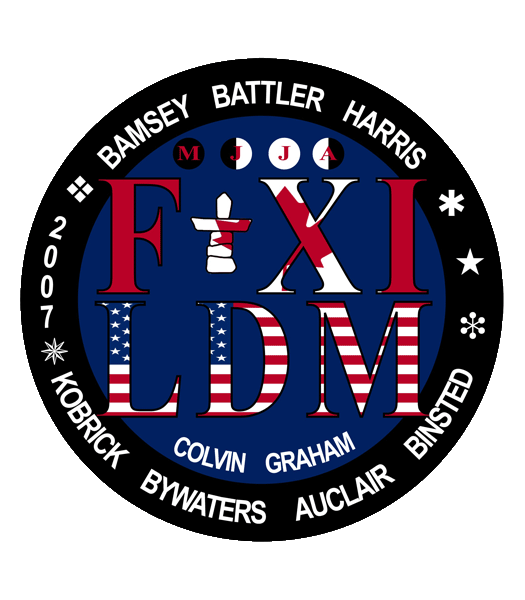
Equipo 11 (2007) Insignia de la Misión.

FMARS Equipo 8, compuesto por siete miembros, ocupó la estación desde el 7 de julio de 2003 hasta el 30 de julio de 2003.
El equipo estuvo experimentando simulaciones de restricciones que pudieran existir en Marte entre el 10 de julio y el 29 de julio.
También realizó un experimento de seguimiento de su desempeño cognitivo durante toda la misión.

### 2004
FMARS Equipo 9, compuesto por siete miembros.

### 2005
FMARS Equipo 10, compuesto por seis miembros, ocupó la estación a partir del 12 de julio de 2005.

### 2007
FMARS Equipo 11, compuesto por siete miembros, y un suplete. La estación fue preparada para recibir a la tripulación por un equipo de ingeniería de campo compuesto por Paul Graham, coordinador del equipo de ingeniería de la Mars Society, junto con el ingeniero jefe James Harris del Equipo 11 y varios obreros de la comunidad de Resolute. Más tarde, a esta avanzadilla se unió a Matt Bamsey, con Paul y otros obreros que se marcharon poco antes de la llegada de la tripulación esperada.
El equipo trabajó durante 100 días bajo la simulación de adversidades que podrían encontrarse en Marte, finalizando el 21 de agosto de 2007. Esto cuadruplicó el récord anterior para simulaciones in situ de la misión de Marte. También operaron sobre el "sol" marciano durante más de un mes, para estudiar los efectos sobre la psicofisiología de la tripulación o las operaciones de la misión.
Este equipo recopiló datos relacionados con un número significativo de estudios científicos durante el transcurso de la misión.

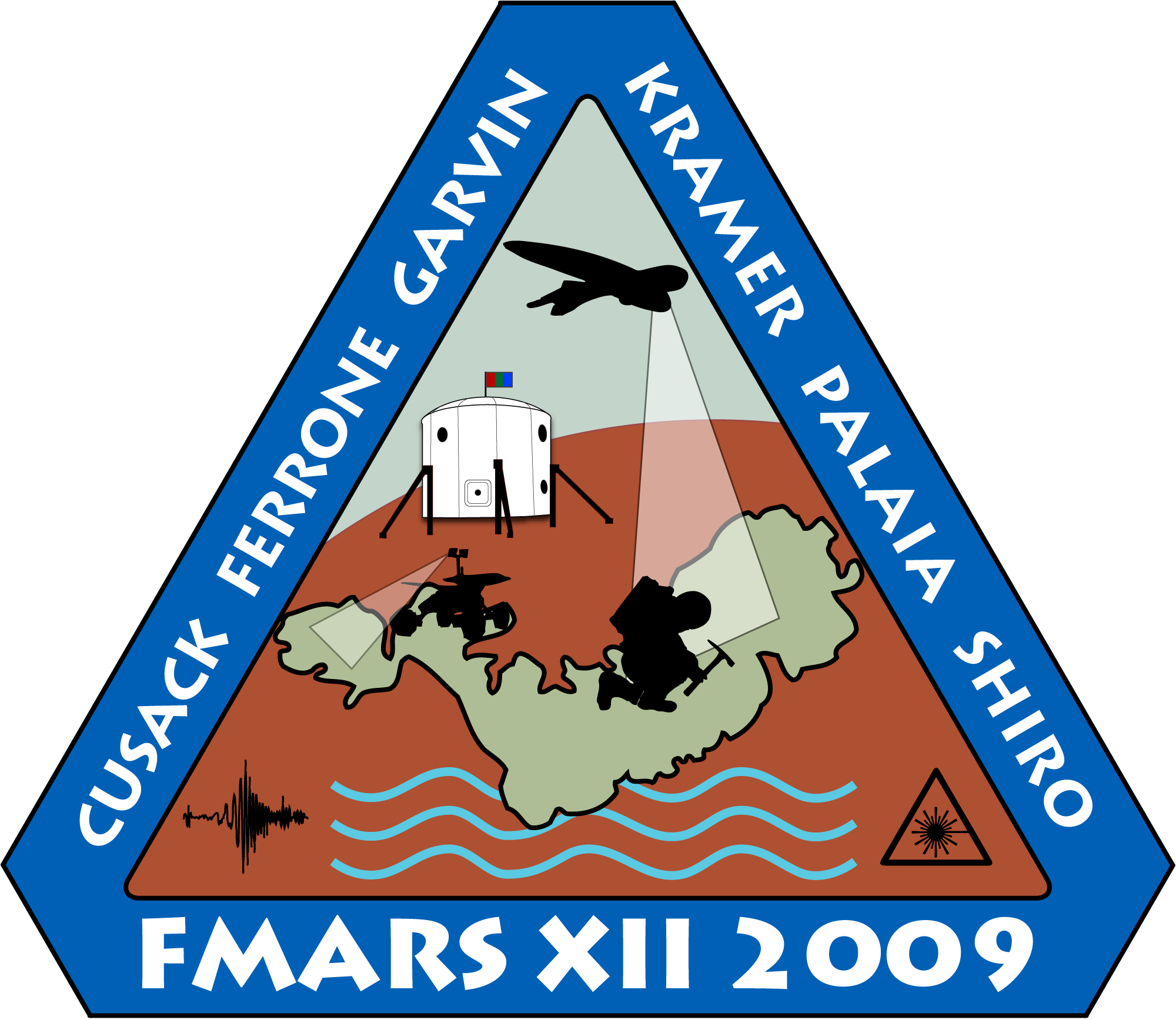
Equipo 12 (2009) Insignia de la Misión.

Casi al final de la misión, la tripulación habló con el astronauta Clayton Anderson, que estaba en ese momento orbitando la Tierra a bordo de la Estación Espacial Internacional.
El apoyo logístico y la autorización de investigación para la misión fueron proporcionados por el Polar Continental Shelf Project.Polar Continental Shelf Project.

### 2009

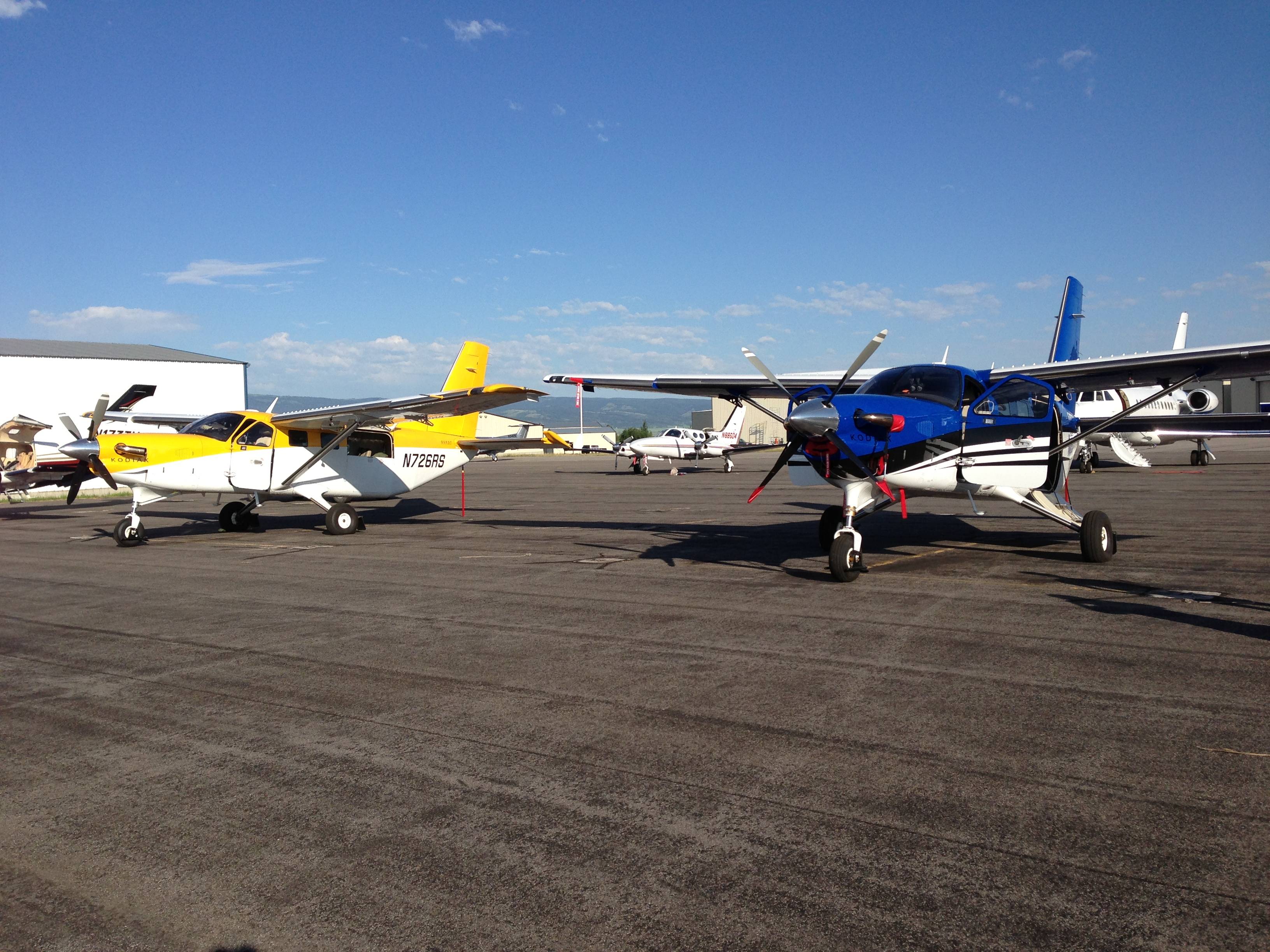
Dos Quest Kodiaks y un Cessna 421 en Driggs, Idaho. El uso de estas aeronaves privadas permitió en gran medida la expedición 2013 de FMARS.

FMARS Equipo 12, compuesto por seis miembros, ocupó la estación desde el 2 de julio hasta el 28 de julio de 2009
La tripulación trabajó entre el 14 de julio y el 26 de julio en simulación con situación atmosféricas y adversidades como las que se pueden sufrir en Marte. El equipo completó esta vez 16 EVA en 43.5 horas, viajando una distancia de 128 km. Esto quiere decir que un tiempo acumulativo del equipo in-sim de 106 horas-hombre y una distancia de 323 km. Los esfuerzos de la tripulación incluyeron varios experimentos realizados por vez primera en un entorno analógico de Marte, incluyendo pruebas de nuevas tecnologías y equipos para aerofotogrametría, utilización de recursos in-situ (ISRU), medición geofísica, tratamiento médico con láser, geoetiquetado de imágenes, planificación y análisis de trayectorias y comunicaciones públicas.
Las prueba se tuvieron que atrasar hasta el 14 de julio debido a un tareas de mantenimiento y actualizaciones de instalaciones que sólo se podían completar bajo simulación. Incluían la construcción de nuevas áreas de contención secundaria para el almacenamiento de combustible, cambios en el cobertizo del generador para mejorar la seguridad y la funcionalidad, la instalación de un incinerador SmartAsh y un sumidero de agua gris, el reacondicionamiento de los trajes espaciales simulados, dentro, debajo y alrededor en general de la estación. Este mantenimiento garantizó el pleno cumplimiento de las normas ambientales y mejoró tanto los elementos operativos como estéticos de la estación.

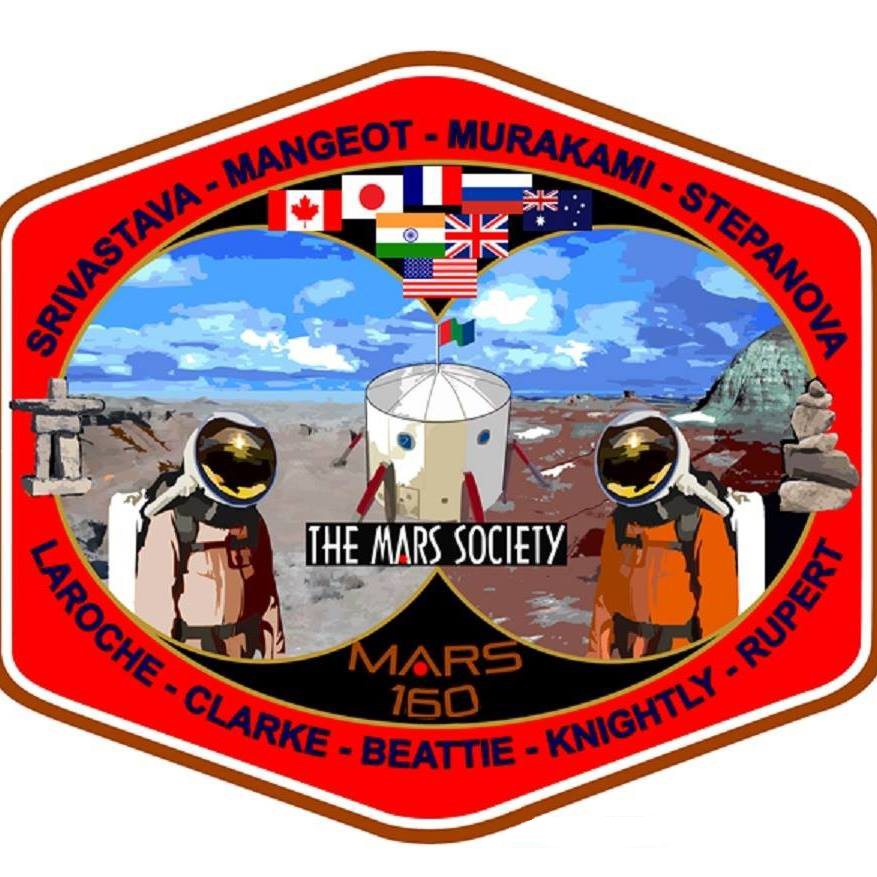
Mars 160 – FMARS Equipo 14 Insignia para 2017

### 2013
FMARS Equipo 13, compuesto por 9 miembros, fue el referente a la Fase 1 de la Misión Mars Arctic 365 (MA365) de la Mars Society.
El equipo formado por Joseph Palaia, Adam Nehr y Justin Sumpter estuvieron en la estación entre el 10 de julio y el 17 de julio. El equipo formado por Garrett Edquist y el Dr. Alexander Kumar estuvieron en la estación el 15 y el 16 de julio.
El equipo formado por Jim Moore, Richard Sugden y Richard Spencer también visitaron la isla de Devon en varias ocasiones durante este período de tiempo. Otro miembro, Barry Stott permaneció en Yellowknife durante la duración de la expedición para supervisar la logística.
Cabe destacar que la expedición 2013 FMARS fue ampliamente visitada, por primera vez, mediante el uso de aviones privados. Dos Quest Kodiaks propiedad de Richard Sugden y Richard Spencer, fueron usados para transportar materiales, equipo y tripulación entre Driggs (Idaho) y Devon Island. Además, un Cessna 421 propiedad de Barry Stott fue utilizado entre Driggs, Idaho y Yellowknife, NT.

### 2017
FMARS Equipo 14 está llevando a cabo la parte ártica del verano de su misión MARS 160.
El Dr. Alexandre Mangeot, comandante de la misión Mars 160, junto con Yusuke Murakami (XO - Oficial Ejecutivo), el Dr. Jonathan Clarke (geólogo), Anastasiya Stepanova (periodista), Anushree Srivastava (biólogo), y el Paul Knightly (geólogo). Llegaron a la estación el 15 de julio de 2017 y salieron de la isla de Devon a mediados de agosto. Los seis veteranos tenían previsto pasar una temporada de 80 días en el MDRS durante la misión, para posteriormente realizar otra prueba que consistiría en pasar otra temporada de un año terrestre en el MDRS.

## Investigación y logros
Cada tripulación tiene establecidos unos objetivos de investigación y convivencia que deben alzancar durante su estancia en las misiones FMARS.

### 2001
Los equipos de las misiones del año 2001 fueron las primeras en realizar operaciones bajo restricciones completas de simulación en Marte, incluyendo el uso de trajes espaciales simulados para Marte.
El primer equipo incluía entre sus tareas hacer salidas con los vehículos EVAs mientras utilizaban trajes espaciales simulados. La tripulación 1 también montó instrumentos de medición de registro del tiempo a lo largo del borde occidental de Haynes Ridge.
El Equipo 2 desplegó una geófono, proporcionada por el Instituto de Física del Globo de París para producir mapas tridimensionales de la subsuperficie. Un instrumento similar podría ser utilizado algún día en Marte para buscar agua subterránea o hielo. Se analizaron muestras en el laboratorio del hábitat, de roca recogidas durante algunas salidas del EVA en Haynes Ridge, y se obtuvieron fotografías de cyanobacteria encontradas dentro de ellas. La tripulación desplegó dosímetros de rayos cósmicos cerca de Trinity Lake y Breccia Hill. La tripulación también rellenó cuestionarios proporcionados por la Universidad de Quebec en Hull (UQAH) y el Centro Espacial Lyndon B. Johnson para ayudar a la investigación de factores humanos.
El Equipo 3 desplegó un instrumento de propiedades magnéticas que atraen polvo, proporcionado por el Instituto Niels Bohr. Este instrumento es similar al utilizado en la misión Mars Pathfinder. La tripulación realizó un experimento psicológico para el grupo de investigación para conocer el estado de la tripulación, en el Centro Espacial Johnson de la NASA. Realizaron una sesión pregrabada de preguntas y respuestas con visitantes en el Kennedy Space Center Visitors Complex, donde se mostraba la Mars Desert Research Station. La tripulación también probó en campo tres telerobots, Stumpy, Jan y Titan.
El Equipo 4 continuó probando los tres telerobots (Stumpy, Jan y Titan) durante múltiples EVAs.
El Equipo 5 probó un ATV em dos personas, diseñado por la Universidad Purdue.
| Robert Zubrin, Vladimir Pletser, and Katy Quinn of Crew 2 prepare to begin a motorized EVA on July 15, 2001. | Geologist Katy Quinn of Crew 2 uses a sledge hammer to generate subsurface signals which will be detected by a geophone on Haynes Ridge on July 12, 2001. | Charles Frankel and Brent Bos of Crew 3 climb Marine Rock on July 20, 2001. | Charles Frankel and Cathrine Frandsen of Crew 3 examine rock samples in the FMARS lab on July 22, 2001. | The DARPA – US Army telerobot "Solon" and Crew 3 explore Devo Rock canyon on July 26, 2001. |

### 2002
La tripulación desplegó una estación meteorológica en Haynes Ridge que fue donada a Mars Society por Met One Instruments. La estación meteorológica proporcionó datos sobre la dirección y velocidad del viento, presión barométrica, humedad y temperatura.
Se utilizó un espectrómetro de reflectancia Terra/MISR proporcionado por el Laboratorio de Propulsión a Reacción (JPL) de la NASA para obtener espectros de reflectancia de la tierra en la isla de Devon, y así poder comparar con medidas tomadas por un dispositivo similar (MISR) a bordo del satélite orbital Terra. Estos espectros fueron recogidos por la tripulación durante múltiples EVAs, y fueron mediciones reales de la tierra situadas en el más lejano-norte tomadas por el instrumento MISR. Fue una gran demostración de operaciones combinadas de exploración humana/robot que tendrán que realizarse en Marte.
El muestreo sistemático y la caracterización de bacterias extremófilas del medio ambiente local se llevó a cabo utilizando el equipo proporcionado por varias fuentes, incluyendo Dartmouth College, un microscopio epifluorescente patrocinado por la Zeiss Company y un laboratorio molecular prestado por MJ Research.
Las muestras "in situ" fueron recogidas por la tripulación en una salida EVA. Se trata de muestras de roca que no se separan de las grandes formaciones rocosas de su origen y, por lo tanto, están libres de la acción biológica o meteorológica moderna. Las muestras fueron recolectadas para ayudar a probar un experimento de detección de vida llamado MASSE que estaba siendo desarrollado por el Departamento Geofísico del Instituto Carnegie.
Se recolectaron registros de distribución de rocas de distintos tamaños (en la que se estima la fracción de terreno cubierta en cada ubicación por arena, gránulos, guijarros, adoquines, peñas pequeñas y cantos rodados grandes) con el fin de proporcionar una estimación cuantitativa de la rugosidad del terreno para comparar con la coloración en imágenes de satélite Landsat.
Además, la tripulación acogió durante un corto período a dos periodistas de la Televisión Nacional Rusa (NTV) que tomaron imágenes de la estación y su tripulación durante la simulación.
| Geologist Nell Beedle of Crew 7 examines fossilized algal mats in Devo Rock canyon. | Markus Landgraf of Crew 7 uses a geologist hammer to obtain rock samples during EVA. | Crew 7 members on a motorized EVA. | Nell Beedle, Emily MacDonald and Frank Eckardt of Crew 7 use a reflectance spectrometer during EVA on July 19, 2002. |

### 2003
El Equipo realizó un experimento que rastreó su desempeño cognitivo durante toda la misión. Los resultados fueron analizados y publicados en un documento de Jan Osburg y Walter Sipes.

### 2004
Los experimentos realizados en 2004 se centraron principalmente en un estudio en profundidad de la biodiversidad del desierto ártico y un estudio geológico/geofísico del área de Haughton Crater. También se realizaron experimentos de logística e ingeniería.
El estudio de biodiversidad, dirigido por el Dr. Shannon Rupert, involucró nueve puntos a lo largo de corrientes que van desde el primer orden hasta el tercer orden. Esta encuesta también se realizó en cada una de las Analog Research Stations de la Mars Society, incluyendo la Mars Desert Research Station (MDRS) en Utah y el sitio de estudio en el desierto australiano Arkaroola.
El Dr. Akos Kereszturi realizó estudios geológicos de característica temprana del terreno para el proyecto Exomars. La tripulación probó una lente óptica desarrollada en Hungría llamada Micro-Telescopium que se instalarán en los EVAs. La tripulación observó que la lente se podría utilizar para ampliar un 8-15x los objetos mientras que el astronauta estuviera en el terreno, con la lente fijada en el exterior del casco.
Otros experimentos incluyeron un análisis geofísico de Haughton Crater dirigido por el Dr. Louise Wynn que contestó a preguntas claves sobre las características físicas del impacto del meteorito hace 20 millones de años. Błażej Błażejowski estudió microfósiles en depósitos del suelo del cráter. Un estudio de logística dirigido por el Dr. Jason Held encontró un método de racionamiento de consumo que la tripulación debería aprender conforme al ritmo de las operaciones. El ingeniero de la tripulación, Judd Reed, realizó experimentos sobre la detección de imágenes en una cámara robótica de ojo de pez, un diseño muy relevante para los rovers modernos de Marte.
Otro miembro, Joan Roch, fue entrevistado por varios medios de comunicación en francés, incluyendo cuatro ocasiones por televisión en directo (TVA Network of Quebec), seis veces por radios (Radio-Canada cuatro veces, Radio France Bleu Poitou, CISM 89,3FM Montreal) y tres veces para periódicos (Journal de Montreal, Metro Montreal, Centre-Presse).

### 2005
El equipo fue visitado en la isla de Devon durante varios días por el columnista John Tierney, que escribió un artículo sobre la expedición titulada "Over the Moon" que apareció en el New York Times.

### 2007
El equipo llevó a cabo una larga misión que tuvo una duración de cuatro meses. Esto cuadruplicó el récord anterior para simulaciones de misiones in-situ en Marte. También trabajaron sobre el "sol" marciano (39 minutos más que el día terrestre de 24 horas), durante más de un mes, para evaluar los efectos en la psicofisiología de la tripulación o en las operaciones de la misión.
La tripulación completó el inventario de personalidad de AstroPCI, el NEO-Personality Inventory de Costa y McCrae, así como una batería de preguntas en línea que trataban sobre el estrés, afrontamiento y funcionamiento del grupo en cinco ocasiones durante la misión (pre y mensual). Las pruebas se diseñaron para investigar las fuentes de estrés interpersonal y las estrategias para hacerles frente. Los resultados fueron analizados y publicados en un artículo de Sheryl Bishop y varios miembros de la tripulación.
También recopilaron datos relacionados con un número significativo de estudios científicos durante el transcurso de la misión. Estos incluían:
- Propiedades biológicas de la capa activa por encima del permafrost
- Comparación de la comunidad microbiana dentro de la capa activa por encima del permafrost
- Diversificación de la actividad microbiana en diferentes tipos de nieve en la isla de Devon
- Efectos de una herramienta de colaboración en línea asincrónica sobre construcción y la ciencia de retorno en una misión de simulación de Marte
- El papel de los parámetros geológicos en la predicción de bioload por encima del permafrost, la profundidad variable, ubicación y tipo de suelo, a través de la transición de deshielo de primavera
- Sistemas hidrotérmicos transitorios de la estructura de impacto de Haughton, Isla de Devon, Canadá: Implicaciones para el desarrollo de hábitats biológicos
- Trazado de la contribución relativa de las litologías de la base y del carbonato en las impactitas del cráter de Haughton
- Desarrollo de la forma de relieve del permafrost durante la transición de invierno a verano: Caracterización de las condiciones físicas en evolución de un campo de polígonos en el Alto Ártico canadiense
- Observando el fenómeno "Weeping Cliffs" cerca de Haughton Crater como análogo para Marte
- Regolith mapa de la tierra de Haughton Crater como análogo de Marte
- Mars Radiation Environment Modeling (MarsREM)
- Medición y evaluación de intervenciones de apoyo basadas en tecnologías de comunicación a distancia y de entrenamiento físico sobre relevancia, viabilidad y eficacia percibida
- Análisis de dinámica de grupo-percepción de factores situacionales (heterogéneos e internacionales) y su impacto en la interacción de la tripulación y percepción del comportamiento y desempeño de los miembros de la tripulación
- Análisis de habitabilidad del ambiente en la estación, del desempeño cognitivo del equipo y cambios en la dinámica de grupo
- CASPER: El uso de la actividad autonómica cardíaca como marcador sustituto del sueño en un entorno espacial analógico
- Investigación de factores humanos como parte de una misión analógica espacial en Devon Island
- Variación estacional de Chironomidae en los estanques del Alto Ártico Canadiense como indicador paleoclimático
- Variación estacional de los estanques en la Isla Devon, Nunavut, Alto Ártico Canadiense
- Métricas de una expedición polar de larga duración: un análogo para la exploración humana Luna-Marte
- Estudio de utilización del agua de la tripulación de la Luna y Marte realizado en la Flashline Mars Arctic Research Station
- Influencia del sol marciano en la estabilidad del sueño y el rendimiento mental durante una misión de exploración análoga de larga duración

La tripulación también participó en varios eventos de divulgación y medios de comunicación. Un equipo documental de Les Productions Vic Pelletier, Quebec visitó la estación durante tres días. El fotógrafo Christian Lamontagne tomó fotos para su programa emitido por web. La tripulación participó en un evento interactivo en línea de Mars Ed con la NASA Ames Academy, para la cual su investigador principal de PCSP, Chris McKay, hizo una presentación in situ en Ames.
Después de la misión, varios miembros de la tripulación se reunieron con el Dr. Gary Goodyear, miembro del Parlamento canadiense y presidente del Canadian Space Cucus, para discutir sobre la misión del F-XI LDM y el futuro de la exploración espacial en Canadá.

### 2009
El equipo voló el dron Maveric (UAV) seis veces sobre la isla de Devon. Cuatro de estos vuelos fueron conducidos in-sim por primera vez, apoyando la idea de que los exploradores de Marte humanos podrían lanzar, operar y recuperar un UAV, mientras trabajaba yendo protegido por su traje espacial. Esta capacidad amplió el campo de visión de la tripulación y la velocidad a la que podían examinar el terreno circundante. El UAV Maveric se voló sobre varias tuberías hidrotermales, donde fueron grabadas imágenes aéreas de ellos con información GPS correlacionada para el análisis, ayudando al muestreo posterior del sitio por los geólogos de la tripulación.
Varias unidades de GPS, incluyendo un Trimble GeoXM, ayudaron a la tripulación a navegar en un EVA de larga distancia a las Gemini Hills, un extenso depósito de brechas hidrotermales creado por el impacto del meteorito en Haughton Crater. El objetivo principal fue localizar y probar un depósito de yeso en este sitio. El yeso es un mineral de sulfato de calcio hidratado cuyo compuesto tiene un 20% de agua y se encuentra en abundancia en la Tierra y en muchos lugares en Marte. Se utiliza para hacer yeso de París, pladur, cemento y otros materiales de construcción, este mineral blanco será un recurso importante para la industria de Marte. La tripulación volvió al hábitat con muestras del depósito de yeso, las trituró y calentó, y recuperó el agua líquida pura y el yeso de París. Esta demostración ISRU fue la primera para una simulación real de Marte.
| Crew members Kristine Ferrone and Joseph Palaia operate the Maveric Unmanned Aerial Vehicle (UAV) on July 24, 2009. | Crew members Brian Shiro, Christy Garvin, Stacy Cusack and Kristine Ferrone deploy the TEM47-PROTEM low frequency electromagnetic survey equipment on Haynes Ridge during EVA 8. | Crew member Kristine Ferrone operates a Class IV High Power Laser therapy device. | Crew members Joseph Palaia and Vernon Kramer deploy the Omega Envoy prototype lunar rover on July 12, 2009. | Vernon Kramer uses a Trimble GeoXM GPS to locate the Gemini Hills on EVA 9. |

| The crew located the gypsum deposit and extracted samples. | The gypsum was scrapped and crushed to produce a fine powder. | The apparatus used to extract water from the gypsum powder. | Water being extracted from the gypsum powder through heating. | Crew member Vernon Kramer with a sample of water extracted from solid rock. |

Siete de los 16 FMARS EVA se utilizaron para realizar dos experimentos geofísicos. Un proyecto consistía en instalar el primer sismómetro de Devon Island, un Trillium Compact suministrado por Nanometrics. La tripulación escudriñó las ubicaciones de despliegue e instaló el equipo mientras estaba totalmente en sim, una prueba análoga de como se haría en Marte. Estaciones sísmicas similares a esto proporcionarán una comprensión importante del interior de los planetas, incluyendo Marte, particularmente la corteza profunda, manto y núcleo. El segundo proyecto geofísico probó con satisfacción cómo podrían, los exploradores humanos en sus trajes espaciales, desplegar equipos electromagnéticos de baja frecuencia, un TEM47-PROTEM proporcionado por Geonics Limited, para buscar agua subterránea bajo Haynes Ridge cerca de donde está el hábitat. Los futuros exploradores de Marte pueden llevar a cabo conductas similares en su búsqueda de vida y recursos para apoyar el asentamiento humano.
La tripulación se trasladó y estudió objetos utilizando un dispositivo de terapia Class IV High Power Laser proporcionado por Lighthouse Technical Innovation, Inc. Los miembros de la tripulación recibieron tratamiento en áreas enfocadas antes y después de cada EVA. La terapia con láser es eficaz debido a la penetración de luz láser coherente en los tejidos causando calentamiento profundo y vasodilatación local. El suministro de sangre adicional proporcionado por los vasos dilatados puede dar muchas funcionalidades, especialmente la preparación de los músculos para el esfuerzo físico y la curación acelerada del dolor muscular, la tensión, o el dolor de heridas pasadas. La terapia con láser en el FMARS Hab fue eficaz para aliviar los síntomas causados por el esfuerzo físico y se simultaneó con la curación rápida de lesiones menores, recuperación de una enfermedad y ausencia total de tirones musculares o dolor prolongado.
El proyecto Omega Envoy, equipo compitiendo por el Google Lunar X Prize, proporcionó un prototipo de vehículo lunar para ser probado durante la misión FMARS 2009. El rover fue ensamblado y probado antes de la misión por la compañía 4Frontiers Corporation, en coordinación con el Florida Space Grant Consortium y la NASA’s Exploration Systems Mission Directorate. Equipado con un pack de comunicaciones y video diseñado en colaboración con el equipo Defense Advanced Research Projects Agency (DARPA) de la Universidad de Florida Central, el rover fue manipulado en todo momento vía internet desde la sede del equipo en Orlando, Florida. Esta prueba demostró ser tecnología clave y proporcionó una experiencia esencial de teleoperación relacionada con la comunicación y el control del rover desde una ubicación remota. Proporcionó una comprensión más profunda de las facilidades que puede dar en la operación del rover lunar.
Para todos los FMARS 2009 EVA, la tripulación usó un GPS combinado Garmin Forerunner y un sistema de monitorización del ritmo cardíaco para recopilar datos geográficos y fisiológicos concurrentes. Los miembros de la tripulación también capturaron y geoetiquetaron fotografías y videos utilizando cámaras habilitadas por GPS Coolpix P6000, donadas por Nikon. Estas tecnologías les permitieron combinar fácilmente señales de GPS terrestres y UAV, datos de frecuencia cardíaca e información de fotos dentro del contexto geográfico de Google Earth para producir imágenes visuales para mostrarlas en el sitio web de FMARS.
La tripulación también recopiló datos útiles para la evolución del MIT Mission Planner Software, el cual puede ser utilizado por futuros astronautas para generar salidas EVA seguras y eficientes.
Los medios de comunicación social como Twitter, Facebook, YouTube y Picasa también ayudaron al equipo de FMARS a compartir sus actividades con el público interesado. Algunos miembros de la tripulación también mantuvieron blogs que tuvieron bastantes seguidores. Se han publicado al menos 25 historias con FMARS 2009, mostrando el interés de los medios en la expedición.
Gracias en gran parte a los voluntarios de The Mars Society que sirven en el equipo Mission Support (en Colorado, Florida, Texas, Washington y Australia), el sitio web de FMARS fue muy visitasdo durante este año, ayudando a la tripulación a organizar, administrar y enseñar al público interesado los volúmenes de información generada. Mission Support publicó los informes de la tripulación, fotos y archivos de video en el sitio web, y también ayudó a solucionar problemas técnicos a medida que surgían. La tripulación también se benefició de la experiencia de un equipo internacional de médicos que proporcionó apoyo mediante telemedicina.
En coordinación con la Universidad Metodista del Sur ((Southern Methodist University -SMU-), el Florida Space Grant Consortium (FSGC) y el Georgia Space Grant Consortium (GSGC), los miembros de la tripulación FMARS realizaron cuatro webcasts en vivo con grupos de estudiantes. Estas sesiones incluyeron el SMU Talented & Gifted Program, NASA Kennedy Space Center Interns, NASA Digital Learning Network via Georgia Tech y la Gardendale Magnet Elementary School en Florida. Los estudiantes, maestros y los internos elogiaron de la tripulación de FMARS por proporcionar esta visión de la vida en un hábitat simulado de Marte.

### 2013

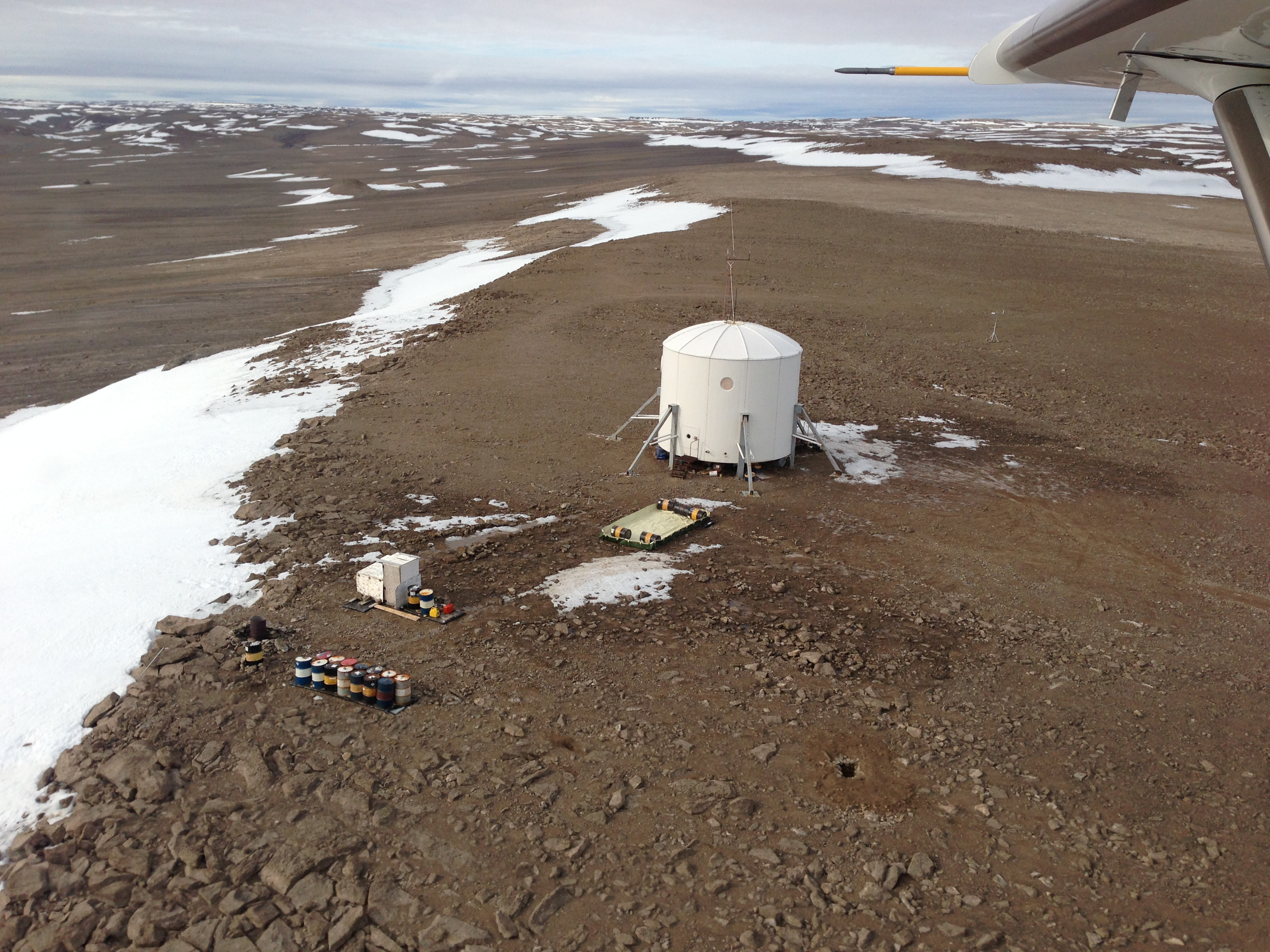
Flashline Mars Arctic Research Station (FMARS) e infraestructura asociada. Esto incluye una nueva instalación de Instaberm (área de contención secundaria para almacenamiento de combustible), combustible diésel almacenado y gasolina, y el actual almacén generador.

La expedición de 2013 fue una misión de inspección y reconstrucción destinada a evaluar la situación actual de FMARS y actualizar el equipo, materiales y suministros necesarios para preparar la estación para la simulación planificada de un año en Marte (Mars Arctic 365).
Logros incluidos:
- Se examinó la estación y su infraestructura. Encontrado en el hab un sonido, pero se calificó como un problema menor que se abordará la próxima temporada.[16]
- Instalación de un nuevo generador.[16]
- Instalación de un nuevo ATV. Se compraron dos más y se almacenaron en Resolute para la próxima temporada.[16]
- Distribución de zonas de contención adicionales para el almacenamiento de combustible.[16]
- Instalación de nuevos equipos de cocina.[16]
- Instalación de un nuevo almacén de metal y se construyó un nuevo generador almacenado en Resolute para el despliegue la próxima temporada.[16]
- Evaluación de las condiciones del terreno, revisión para la ubicación de un nuevo edificio, y despejado del terreno.[16]
- Se examinaron dos nuevas pistas de aterrizaje para tener facilidades en ocasiones difíciles y evitar futuros aterrizajes con vientos cruzados.[16]
- Instalación de una nueva estación meteorológica.[16]
- Se probaron nuevos teléfonos vía satélite Iridium.[16]
- Realización de limpieza y organización.[16]

La Mars Society planea llevar a cabo una segunda misión de remodelación en julio de 2014 para terminar la reparación y mejoras de la estación antes del inicio de la misión que se planifica de un año de Marte Arctic 365.

### 2017
Los miembros de la tripulación durante la expedición de 2017 llevarán a cabo estudios en geología de campo, microbiología, ecología del liquen y dinámica pequeña de la tripulación. La investigación será similar a la realizada durante una parte de la misión Mars 160 del MDRS, para medir cómo afectan diferentes ubicaciones a los datos recopilados. El Dr. Shannon Rupert trabaja como el investigador principal de toda la misión de Marte 160, incluyendo partes de MDRS y de FMARS. Paul Sokoloff, que es investigador principal en el Canadian Museum of Nature también está realizando la misma labor para la parte correspondiente de FMARS.

## Publicaciones
Las siguientes publicaciones están basadas en las investigaciones realizadas en FMARS.

### 2001
- Vladimir Pletser, Philippe Lognonne, Michel Diament, Véronique Dehant. "Subsurface water detection on Mars by astronauts using a seismic refraction method: Tests during a manned Mars mission simulation (enlace roto disponible en Internet Archive; véase el historial, la primera versión y la última).", ActaAstronautica64(2009)457–466.
- Alain Souchier. "Private ground infrastructures for space exploration missions simulations (enlace roto disponible en Internet Archive; véase el historial, la primera versión y la última).", ActaAstronautica66(2010)1580–1592.
- Clancey, William J. «Simulating "Mars on Earth" – A Report from FMARS Phase 2».  En Zubrin, R. M.; Crossman, F., eds. On to Mars, Colonizing a New World. Apogee Books. Parámetro desconocido |citeseerx= ignorado (ayuda)

Presentaciones
- Vladimir Pletser, Philippe Lognonne, Michel Diament, Véronique Dehant, Pascal Lee, and Robert Zubrin. "Subsurface Water Detection on Mars by Active Seismology: Simulation at the Mars Society Arctic Research Station", Conference on the Geophysical Detection of Water on Mars, 2001.
- Robert Zubrin. "The Flashline Mars Arctic Research Station: Dispatches from the First Year's Mission Simulation", AIAA 2002-0993 40th AIAA Aerospace Sciences Meeting and Exhibit, Reno, NV. January 14–17, 2002.
- Vladimir Pletser, Robert Zubrin, K. Quinn. "Simulation of Martian EVA at the Mars Society Arctic Research Station", Presented to World Space Congress, Houston, TX. October, 2002.

### 2003
- Jan Osburg and Walter Sipes. "Mars Analog Station Cognitive Testing (MASCOT): Results of First Field Season (enlace roto disponible en Internet Archive; véase el historial, la primera versión y la última).", SAE-2004-01-2586.
- Robert Zubrin. "Mars on Earth", Tarcher Penguin, New York, 2003.

Presentaciones
- Jan Osburg. "Crew Experience at the ‘Flashline Mars Arctic Research Station’ during the 2003 Field Season (enlace roto disponible en Internet Archive; véase el historial, la primera versión y la última).", Proceedings of the 34th International Conference on Environmental Systems, Colorado Springs, CO, USA, July 2004, SAE-04ICES-31.
- Cockell, C.S., Lim, D.S.S., Braham, S, Lee, P., Clancey, B., "Exobiological protocol and laboratory for the human exploration of Mars: Lessons from a polar impact crater", Journal of the British Interplanetary Society, Vol 56, Num 3–4, pp. 74–86, 2003.
- W.J. Clancey. "Principles for integrating Mars Analog Science, Operations, and Technology Research", Workshop on analog sites and facilities for the human exploration of the moon and Mars, Colorado School of Mines, Golden, CO. May 21–23, 2003

### 2004
- Held, J., Wynn, L., Reed, J., and R. Wang, "Supply requirement prediction during long duration space missions using Bayesian estimation", International Journal of Logistics, Vol 10, Num 4, pp. 351–366, 2007.
- Wynn, L., Held, J., Kereszturi, A. and Reed, J., "The Geophysical Study Of An Earth Impact Crater As An Analogue For Studying Martian Impact Craters", published in "On To Mars 2", edited by Zubrin, RM, and Crossman, F. Collector's Guide Publishing Inc. 2006 ed
- S. Sklar and S. Rupert. "A Field Methodology Approach Between an Earth Based Remote Science Team and a Planetary-Based Field Crew", AAS 06-260, Mars Analog Research, Edited by Jonathan Clarke, Univelt, San Diego, 2006.

### 2007
- M. Bamsey, A. Berinstain, S. Auclair, M. Battler, K. Binsted, K. Bywaters, J. Harris, R. Kobrick, C. McKay. "Four-month Moon and Mars crew water utilization study conducted at the Flashline Mars Arctic Research Station, Devon Island, Nunavut", Advances in Space Research 43 (2009) 1256–1274.
- Binstead, K., Kobrick, R.L., Ogiofa, M., Bishop, S., Lapierre, J. (2010) Human factors research as part of a Mars exploration analogue mission on Devon Island (enlace roto disponible en Internet Archive; véase el historial, la primera versión y la última)., Planetary and Space Science, v58 (7–8), p 994-1006.
- Bishop, S.L, Kobrick, R., Battler, M., Binsted, K. (2010). FMARS 2007: Stress and coping in an arctic Mars simulation, Acta Astronautica, v 66 (9–10), p 1353-1367. doi 10.1016/j.actaastro.2009.11.008.

Presentaciones
- Sheryl L. Bishop, Ryan Kobrick, Melissa Battler and Kim Binsted. FMARS 2007: Stress and Coping in an Arctic Mars Simulation, 59th IAC Congress, Glasgow, Scotland, 29 September – 3 October 2008.

### 2009
- Shiro, B., J. Palaia, and K. Ferrone (2009). Use of Web 2.0 Technologies for Public Outreach on a Simulated Mars Mission, Eos Trans. AGU, 90(52), Fall Meet. Suppl., Abstract ED11A-0565, San Francisco, CA, USA.

### 2010
- Shiro, B. and C. Stoker (2010). Iterative Science Strategy on Analog Geophysical EVAs, NASA Lunar Science Forum 2010, 20–22 July, Moffett Field, CA, USA.
- Ferrone, K., S. Cusack, C. Garvin, V. W. Kramer, J. Palaia, and B. Shiro (2010). Flashline Mars Arctic Research Station (FMARS) 2009 Crew Perspectives (enlace roto disponible en Internet Archive; véase el historial, la primera versión y la última)., AIAA paper 2010–2258, In: Proceedings of the AIAA SpaceOps 2010 Conference, 25–30 April, Huntsville, AL, USA.
- Shiro, B. (May 13, 2010) In Situ Exploration by Humans in Mars Analog Environments. UND 997 Symposium.
- Shiro, B. and K. Ferrone (2010). In Situ Exploration by Humans in Mars Analog Environments, In: Proceedings of the 41st Lunar and Planetary Science Conference, 1–5 March, Abstract 2052, Houston, TX, USA.

## Otras publicaciones que hacen referencia al trabajo realizado en FMARS
- O. Sindiy, K. Ezra, D. DeLaurentis, B. Caldwell, T. McVittie, and K. Simpson (2010) Analogues Supporting Design of Lunar Command, Control, Communication, and Information Architectures. Journal of Aerospace Computing, Information, and Communication.
- O. Sindiy, K. Ezra, D. DeLaurentis, B. Caldwell, K. Simpson, and T. McVittie. (2009) Use of Analogous Projects for Trade Space Analysis for Lunar Command, Control, Communication, and Information Architectures. AIAA Infotech@Aerospace Conference, Seattle, WA.

## Equipos

### Equipo  1 (2001)
- Pascal Lee – Commander[8]
- Sam Burbank – Film Maker[8]
- Charles Cockell – Biologist[8]
- Rainer Effenhauser – Medical Officer[8]
- Darlene Lim – Geologist[8]
- Frank Schubert – Engineer[8]

### Equipo 2 (2001)
- Robert Zubrin – Commander[21]
- Steve Braham – Engineer[22]
- Bill Clancey – Cognitive Scientist[21]
- Charles Cockell[21]
- Vladimir Pletser[21]
- Katy Quinn[21]

### Equipo 3 (2001)
- Robert Zubrin – Commander[23]
- John Blitch – Robotics Expert[23]
- Brent Bos – Planetary Scientist[23]
- Steve Braham – Engineer[23]
- Cathrine Frandsen – Physicist & Planetary Scientist[23]
- Charles Frankel – Geologist[23]
- Christine Jayarajah – Chemist[23]

### Equipo 4 (2001)
- Pascal Lee[11]
- John Blitch – Robotics Expert[11]
- Charles Cockell[11]
- Larry Lemke[11]
- Peter Smith[11]
- Carol Stoker[11]

### Equipo 5 (2001)
- Pascal Lee[11]
- Charles Cockell
- Kelly Snook
- Jaret Matthews
- Samson Ootoovak

### Equipo 6 (2001)
- Pascal Lee[5]
- Charles Cockell
- Tamarack Czarnik
- Rocky Persaud
- George James
- Eric Tilenius

### Equipo 7 (2002)
- Robert Zubrin – Comandante[24]
- Nell Beedle – Executive Officer and Geologist[11]
- K. Mark Caviezel – Ingeniero[11]
- Frank Eckardt – Geólogo[11]
- Shannon Hinsa – Microbiólogo de medio ambiente[11]
- Markus Landgraf – Físico[11]
- Emily MacDonald – Astrofísico[11]

### Equipo 8 (2003)
- Steven McDaniel – Comandante y Jefe Biólogo
- Jody Tinsley – Executive Officer and Geologist
- Ella Carlsson – Ingeniero Jefe
- April Childress – Logistician and Public Affairs Officer
- Peter Hong Ung Lee – Medical Officer and Biologist
- Jan Osburg – Safety Officer, Communications System Engineer, Navigator and Human Factors Researcher
- Digby Tarvin – Engineer and IT Specialist

### Equipo 9 (2004)
- Jason Held – Comandante
- Blazej Blazejowski – Paleontólogo
- Akos Kereszturi – Geólogo
- Judd Reed – Ingeniero
- Joan Roch – Periodisat
- Shannon Rupert – Biólogo
- Louise Wynn – Planetary Geology, Health and Safety Officer (HSO), and Journalist

### Equipo 10 (2005) "Equipo Greenleaf"
- Judd Reed – Commander and Engineer
- Tiffany Vora – Executive Officer, Health and Safety Officer (HSO) and Molecular Biologist
- Anthony Kendall – Engineer and Hydrogeologist

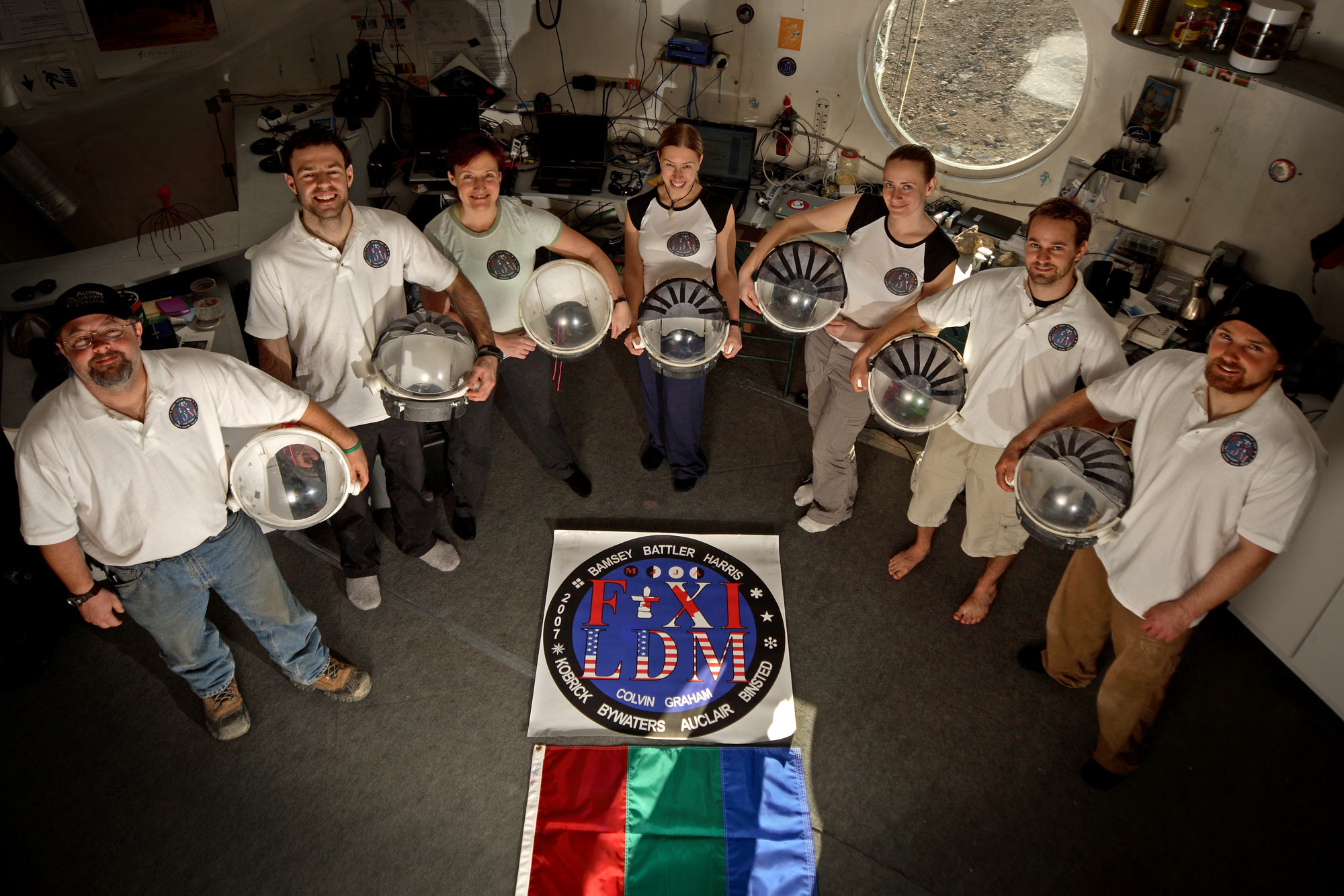
FMARS Equipo 11 (2007).

- Stacy Sklar – Geologist
- Tiziana Trabucchi – Paleontologist
- Andy Wegner – Analytical Chemist

### Equipo 11 (2007) "F-XI LDM (FMARS 11 Misión de larga duración)"
- Melissa Battler – Commander
- Matt Bamsey – Executive Officer and Engineer
- Simon Auclair – Geologist
- Kim Binstead –  Interdisciplinary Scientist
- Kathryn Bywaters – Biologist
- James Harris – Chief Engineer
- Ryan L. Kobrick – Crew Engineer and Human Factors Researcher
- Emily Colvin – Crew Alternate and Engineer
- Paul Graham – Advance Team Chief Engineer

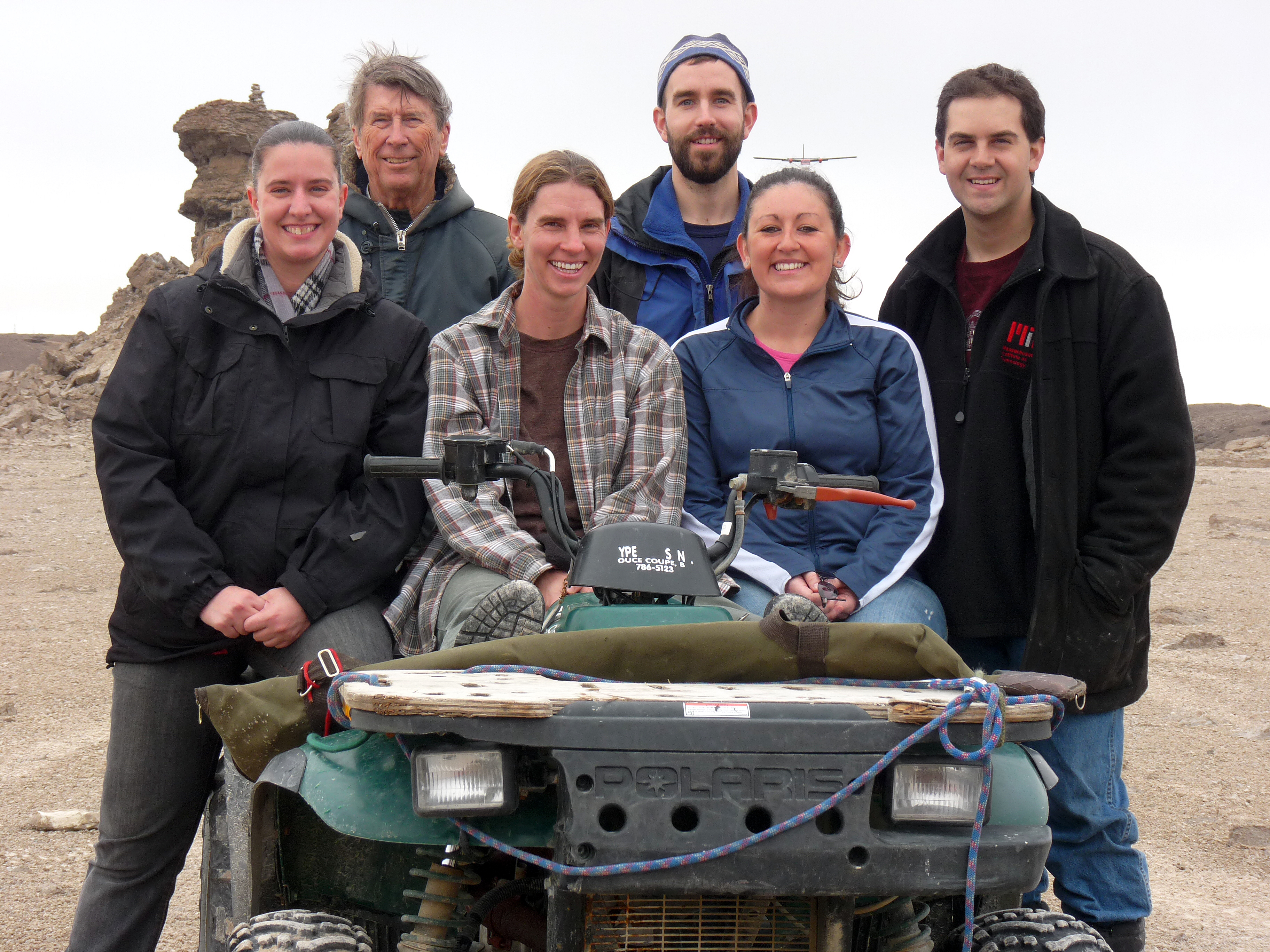
FMARS Equipo 12 (2009).

### Equipo 12 (2009)
- Vernon Kramer – Commander & Chief Geologist[25]
- Joseph E. Palaia, IV – Executive Officer and Engineer[25]
- Stacy Cusack – EVA Coordinator & Geologist[25]
- Kristine Ferrone – Interdisciplinary Scientist[25]

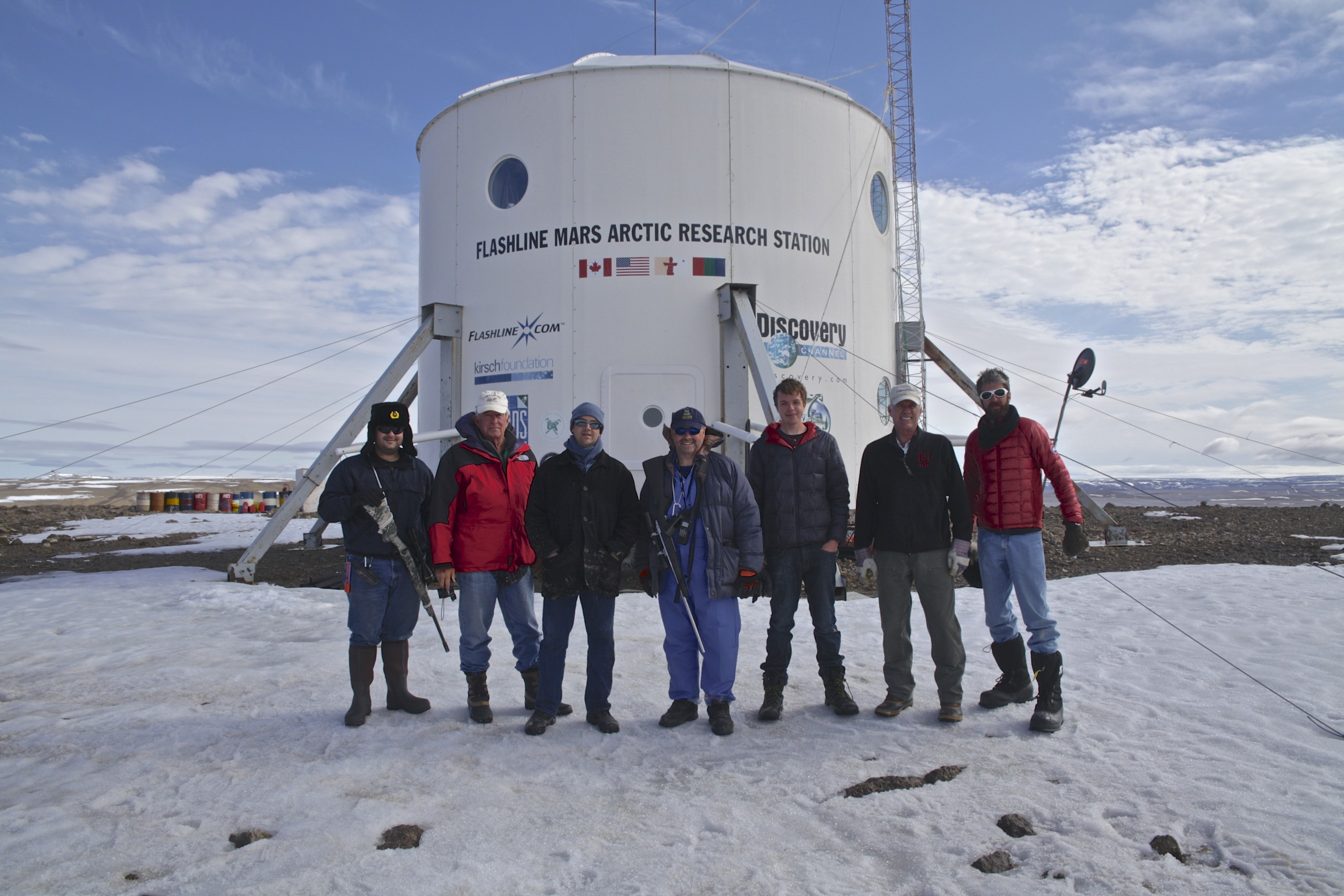
FMARS Equipo 13 (2013)

- Christy Garvin – Medical Officer[25]
- Brian Shiro – Geophysicist[25]

### Equipo 13 (2013)

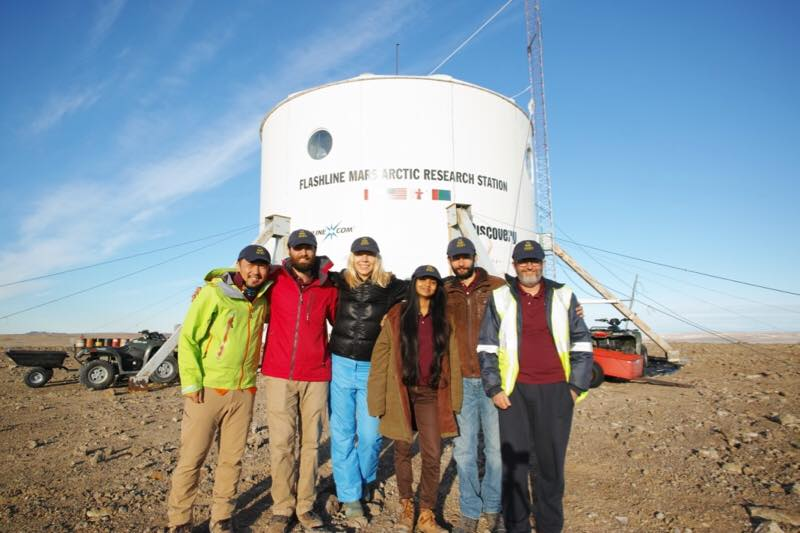
FMARS 14 Equipo (2017)

- Joseph E. Palaia, IV – Commander[26]
- Adam Nehr – Engineer & Pilot[26]
- Justin Sumpter – Engineer / IT Support[26]
- Barry Stott – Pilot & Expedition Sponsor[26]
- Dr. Richard Sugden – Pilot & Expedition Sponsor[26]
- Richard Spencer – Pilot & Expedition Sponsor[26]
- Garrett Edquist – Videographer[26]
- James Moore – Journalist[26]
- Dr. Alexander Kumar – Medical Support[26]
- Bios for FMARS Crew 13

### Equipo 14 (2017)
- Alexandre Mangeot – Commander[17]
- Yusuke Murakami - Executive Officer[17]
- Jonathan Clarke - Crew Geologist[17]
- Anastasiya Stepanova – Journalist[17]
- Anushree Srivastava - Crew Biologist[17]
- Paul Knightly  - Crew Geologist[17]

## Campus

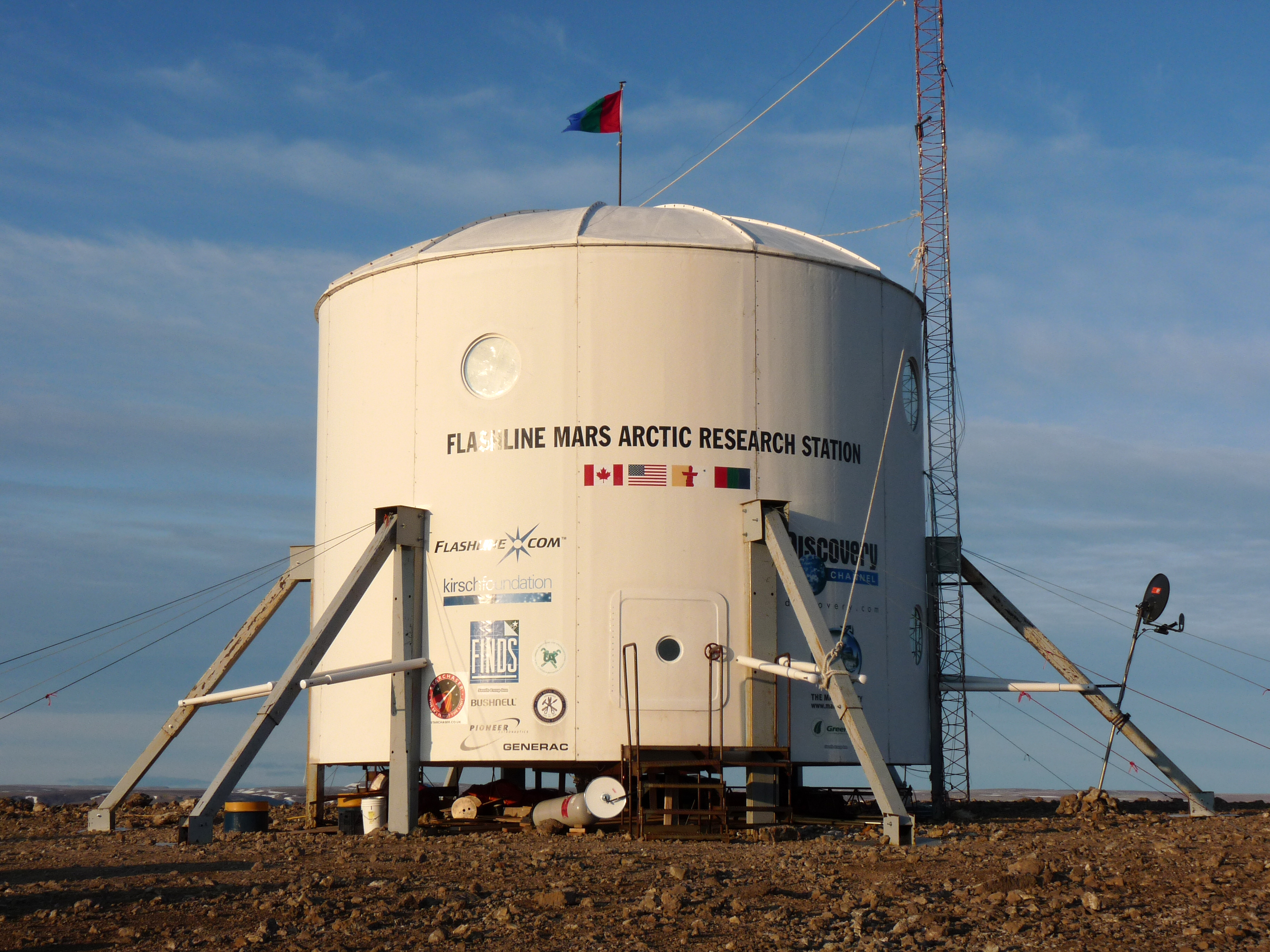
Hábitat del FMARS (2009).

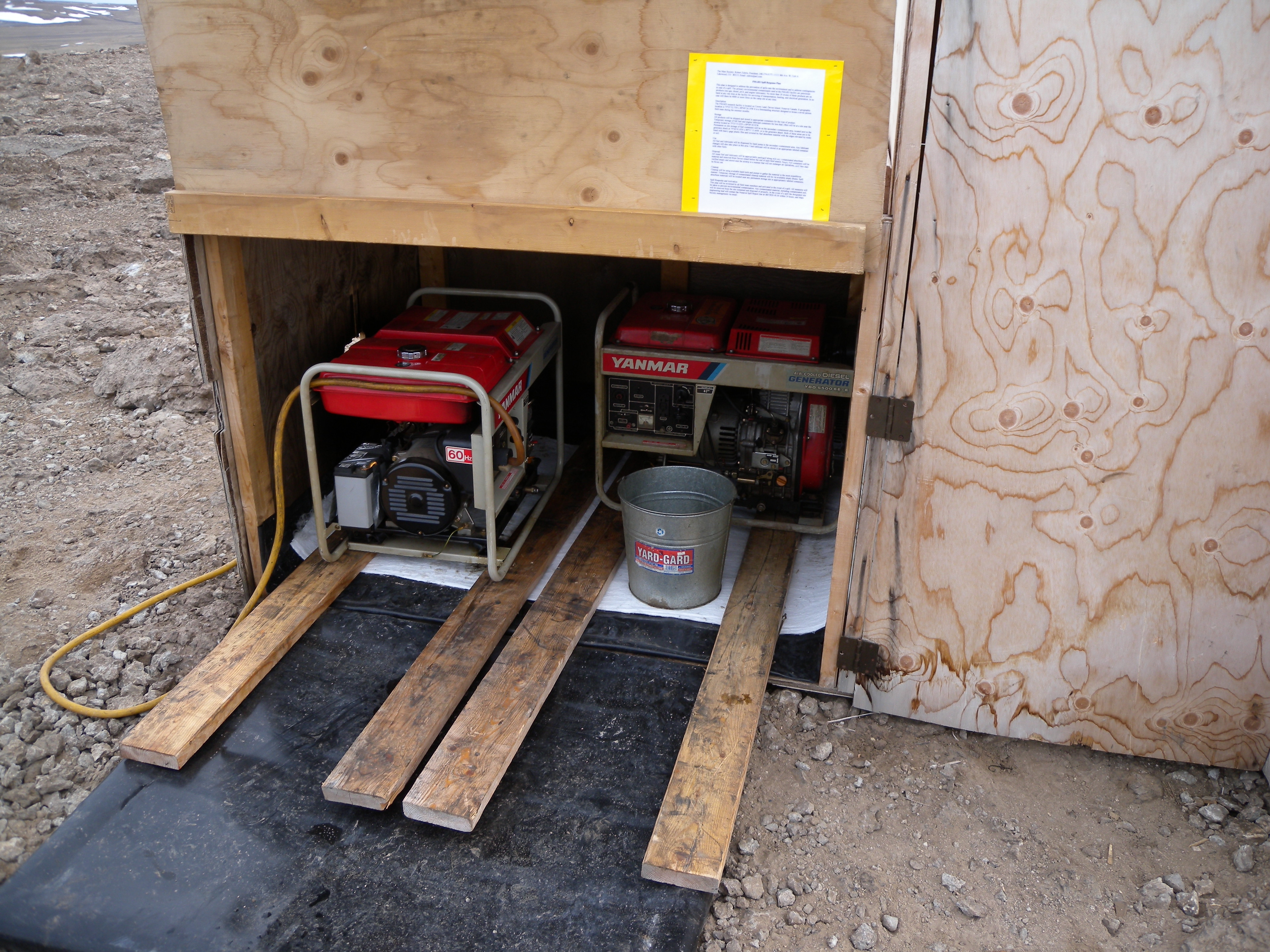
Cabina del generador en FMARS (2009).

El campus actualmente consta de dos edificios, hábitat y la cabina del generador.

### Hábitat
El hábitat, conocido familiarmente como "el Hab", es un cilindro de 7,7 metros (25 pies) de altura que y 8.3 metros (27 pies) de diámetro, que se utiliza como zona de convivencia durante la simulación. Su tamaño y diseño fue trazado según la arquitectura de Mars Direct. En la primera planta existen dos esclusas de aire, una ducha y un WC, una sala-armario para los trajes espaciales, un laboratorio combinado y un área de trabajo. En el segundo piso hay seis habitaciones para la tripulación con literas, zona común, y cocina equipada con estufa de gas, nevera, microondas, horno y lavabo. Existe un desván al que se llega con una escala del segundo piso que proporciona el espacio de almacenamiento y se puede habilitar una litera para un séptimo miembro de equipo.

### Cabina del generador
La cabina del generador es una pequeña estructura de madera ubicada al este del hábitat. Alberga dos generadores diésel (primario y de reserva) que alternativamente proporcionan energía para el hábitat.

### Otros
En el campus también existe un sumidero de aguas grises, un incinerador SmartAsh, áreas de contención secundarias para el almacenamiento de barriles de gasolina, combustible diésel y aceite usado, y una antena parabólica que proporciona conexión a Internet de la estación.

## Patrocinadores
Cada expedición de FMARS está financiada por la Mars Society, a través de contribuciones de equipo, materiales y apoyo de varios donantes y patrocinadores.

## Establecimiento de la estación
La estación fue posible gracias a las contribuciones de varias organizaciones, entre ellas la Mars Society, Flashline.com, Kirsch Foundation, Foundation for the International Non-governmental Development of Space (FINDS), y Discovery Channel.

## Expedición 2001
Los patrocinadores de FMARS en 2001 fueron Mars Society, Institut de Physique du Globe de Paris, el Niels Bohr Institute y la Purdue University.

## Expedición 2002
Los patrocinadores de FMARS en 2002 fueron Mars Society, los Met One Instruments, NASA JPL, la Zeiss Company, MJ Research y el Geophysical Department of the Carnegie Institute.

## Expedición 2007
Los patrocinadores de FMARS en 2007 fueron Mars Society, el Polar Continental Shelf Project, la Greenleaf Corporation, el NASA Spaceward Bound, la Mars Society Canada, la Canadian Space Agency, la Wataire Industries Inc., Aerogrow, COM DEV, McNally Strumstick, la University of Colorado Book Store, The Mac Shack, Solutions, el Government of Quebec, y Strider Knives.

## Expedición 2009
Los patrocinadores de FMARS en 2009 fueron Mars Society, la 4Frontiers Corporation, el Florida Space Grant Consortium, la NASA, Florida’s Space Coast, el Georgia Space Grant Consortium, Prioria Robotics, AUVSI, Procerus Technologies, Nikon, Lighthouse Technical Innovations, Nanometrics, Geonics Limited, Del Mar College, First Air, E. Barry Stott, MIT Manned Vehicle Laboratory, The Omega Envoy Project, y Tom Jennings Productions.

## Expedición 2013
Los patrocinadores de FMARS en 2013 fueron Mars Society, Barry Stott, Dr. Richard Sugden, Richard Spencer, la Association Planete Mars (la versión francesa de Mars Society), Iridium, Arctic Cat, and TempCoat.